# Coupe de La Réunion de football 1964
La Coupe de La Réunion de football 1964 était la 8e édition de la compétition et fut remportée par la SS Saint-Louisienne.

## 1ertour
| 19 avril 1964 | Cadets Saint-Pierre | 1-3 | AS Marsouins | Saint-Pierre |  |
|               |                     |     |              |              |  |

| 19 avril 1964 | SS Juniors Dionysiens | 1-2 | SS Charles de Foucauld | Saint-Pierre |  |
|               |                       |     |                        |              |  |

| 19 avril 1964 | Stade Saint-Denis | 2-5 | SS Excelsior | Saint-Denis |  |
|               |                   |     |              |             |  |

| 19 avril 1964 | SS Dynamo | 1-7 | SS Escadrille | Sainte-Marie |  |
|               |           |     |               |              |  |

## Huitièmes-de-finale
| 19 mai 1964 | US Bénédictine | * | US Stade Tamponnaise | Saint-Benoît |  |
|             |                |   |                      |              |  |

* abandon de  l'US Stade Tamponnaise à la mi-temps sur le score de 1-0
| 19 mai 1964 | Stade Saint-Paulois | 0-0 * | SS Patriote | Saint-Paul |  |
|             |                     |       |             |            |  |

* match rejoué après le 0-0 entre le Stade Saint-Paulois et la SS Patriote.
| 19 mai 1964 | SS Charles de Foucauld | * | AS Marsouins | Saint-Paul |  |
|             |                        |   |              |            |  |

* abandon de l'AS Marsouins au score de 2-2 à la 85e minute
| 19 mai 1964 | SS Escadrille | 3-0 | SS Franco | Saint-Denis |  |
|             |               |     |           |             |  |

| 19 mai 1964 | SS Saint-Louisienne | 3-0 | Bourbon Club | Saint-Louis |  |
|             |                     |     |              |             |  |

| 19 mai 1964 | JS Saint-Pierroise | 4-2 | SS Jeanne d'Arc | Saint-Pierre |  |
|             |                    |     |                 |              |  |

| 19 mai 1964 | SS Excelsior | 6-0 | SS Hirondelle | Saint-Joseph |  |
|             |              |     |               |              |  |

| 19 mai 1964 | US Saint-André | 5-2 | SS Aiglons | Saint-André |  |
|             |                |     |            |             |  |

| 21 juin 1964 | Stade Saint-Paulois | 2-0 | SS Patriote | Saint-Paul |  |
|              |                     |     |             |            |  |

## Quarts-de-finale
| ? | US Bénédictine | 4-0 | Stade Saint-Paulois | Saint-Benoît |  |
|   |                |     |                     |              |  |

| ? | SS Charles de Foucauld | 9-1 | SS Escadrille | Saint-Paul |  |
|   |                        |     |               |            |  |

| ? | SS Saint-Louisienne | 2-0 | JS Saint-Pierroise | Saint-Louis |  |
|   |                     |     |                    |             |  |

| ? | SS Excelsior | 3-2 | US Saint-André | Saint-Joseph |  |
|   |              |     |                |              |  |

## Demi-finale
| ? | US Bénédictine | 2-0 | SS Charles de Foucauld | Saint-Benoît |  |
|   |                |     |                        |              |  |

| ? | SS Saint-Louisienne | 2-1 | SS Excelsior | Saint-Louis |  |
|   |                     |     |              |             |  |

## Finale
| Équipes | SS Saint-Louisienne - US Bénédictine                                                         |
| Score   | 4-2 (?)                                                                                      |
| Date    | 6 décembre 1964                                                                              |
| Stade   | Stade de la Redoute, Saint-Denis                                                             |
| Buts    | SS Saint-Louisienne : Sorres 8e, ?, Alex Philipp, Zibel 85e · US Bénédictine : ?, Vahimangue |